# Al-Kasom
Le conseil régional d'Al-Kasom, en hébreu : מועצה אזורית אל קסום, arabe : المجلس الإقليمي للالسحرية, regroupe des communautés du désert du Néguev, dans le district sud en Israël. Le conseil régional est créé le 6 novembre 2012, à la suite de la division du conseil régional Abu Basma (en). L'autre conseil régional également créé est celui de Neve Midbar.

## Liste des communautés
- al-Sayyid (en)
- Tirabin al-Sana (en)
- Kukhleh (en) (Abu Rubaiya)
- Makhul (en)
- Mulada (en)
- Umm Batin (en)
- Drijat (en) (Draijat)

## Source de la traduction
- (en) Cet article est partiellement ou en totalité issu de l’article de Wikipédia en anglais intitulé « Al-Kasom Regional Council » (voir la liste des auteurs).